# Pierre Massimi
Pierre Massimi (* 27. Juli 1935 in Calenzana, Korsika; † 11. Oktober 2013 in Bastia, Korsika) war ein französischer Schauspieler, der besonders durch seine Hauptrollen in aufwändigen Fernsehserien bekannt wurde.

## Leben
Pierre Massimi soll Teile seiner Jugend in Marseille und Guinea verbracht haben. Ehe er sich zu einer Karriere als Schauspieler entschloss, besuchte er die École Centrale Paris. Im Jahr 1956 wurde er von Sacha Guitry für den Film Si Paris nous était conté entdeckt. Er spielte einen jungen Fotografen, der ein Jubiläum besucht. Eine größere Nebenrolle hat er 1957 als Mario in Gehetzte Frauen (Marchands des filles) von Maurice Cloche. Es folgte die Nebenrolle des Didier im Krimi Isabell hat Angst vor Männern (Isabelle a peur des hommes). Bekannt wurde er durch eine Hauptrolle neben Curd Jürgens und Capucine in Oberst Strogoff (1960). 1962 war er schließlich Star des Films Heiße Ware für Saigon (Transit à Saïgon). Mit Unschuldig geächtet folgte eine Verfilmung von Xavier de Montépins La porteuse de pain, in der er neben Suzanne Flon, Philippe Noiret und Jean Rochefort den Lucien Labroue spielte. Es folgten eher belanglose Filme wie die Kolportage Der Fluch der Erotik (Le conseguenze). Pierre Massimi verlegte sich aufs Fernsehen und spielte in Serien: als Jean-Jacques in Das verlassene Dorf (1965) und als Berg in Belle und Sebastian (1965). Es folgten etliche große Rollen in Fernseh- und Nebenrollen in Kinofilmen wie Das Geheimnis der blutigen Perlen (1967).
1968 spielte er die Hauptrolle in der Serie Les Secrets de la Mer Rouge (Abenteuer am Roten Meer) über den berühmten französischen Abenteurer Henri de Monfreid.
Im folgenden Jahr spielte er in einer aufwändigen Verfilmung der Lederstrumpf-Romane von James Fenimore Cooper einen weiteren Abenteurer, den Mohikaner Chingachgook. Der Vierteiler wurde in Deutschland als Die Lederstrumpferzählungen und in Frankreich als La Légende de Bas de Cuir ausgestrahlt. Aufgrund großer Nachfrage gab es im deutschen Fernsehen viele Wiederholungen. Die Zeitschrift Bravo widmete Massimi lange Artikel, für die man sogar zu seinem Haus in Paris reiste. Im Januar 1971 wählten ihn die Leser dieser Zeitschrift zum „Star des Monats“. Anders als der kanadische Mohawk Jay Silverheels („Tonto“ in The Lone Ranger) vor ihm und sein französischer Landsmann Pierre Brice (Winnetou) nach ihm spielte Pierre Massimi aber nur in einer einzigen Produktion einen indianischen Helden.
Kurz nach dem Vierteiler wurde der Film Because I love begonnen, in dem Pierre Massimi und Claude Jade ein junges Ehepaar spielen sollten; mit von der Partie waren auch Edwige Feuillère, Jacques Dufilho und Antonella Lualdi. Doch dann ging Regisseur Rinaldo Bassi das Geld aus. Pierre Massimi spielte noch zwei Nebenrollen fürs Kino: als Robert Dassa neben Michel Bouquet und Françoise Fabian in Ein Bulle sieht rot  (Un condé) von Yves Boisset und als Aletti in Träume auf Bestellung (Ils) mit Michel Duchaussoy. Dann drehte er ausschließlich fürs Fernsehen, wieder in Hauptrollen. Ein Comeback im Kino hatte er 13 Jahre später – 1983 in Blut auf dem Asphalt (Flics de choc). Bis auf Nous deux (1992) drehte Massimi weiterhin nur für das Fernsehen.
Pierre Massimi verstarb am 11. Oktober 2013 nach langer Krankheit.

## Filmografie (Auswahl)
- 1961: Oberst Strogoff (Le triomphe de Michel Strogoff)
- 1962: Heiße Ware für Saigon (Transit à Saïgon)
- 1963: Unschuldig geächtet (La porteuse de pain)
- 1967: Fluch der Erotik (Le conseguenze)
- 1967: Die Unbekannte (L'étrangère)
- 1967: Ein Mädchen wie das Meer (La grande sauterelle)
- 1969: Die Lederstrumpferzählungen
- 1970: Ein Bulle sieht rot (Un condé)
- 1983: Blut auf dem Asphalt (Flics de choc)